# Martindale
Martindale är en by och en civil parish i Cumbria i England. Orten har 49 invånare (2001).